# Baie du Galion
La baie du Galion est une baie de France située en Martinique. Ouverte à l'est sur l'océan Atlantique, elle est bordée au nord par la presqu'île de la Caravelle et au sud-ouest par le reste de la Martinique.

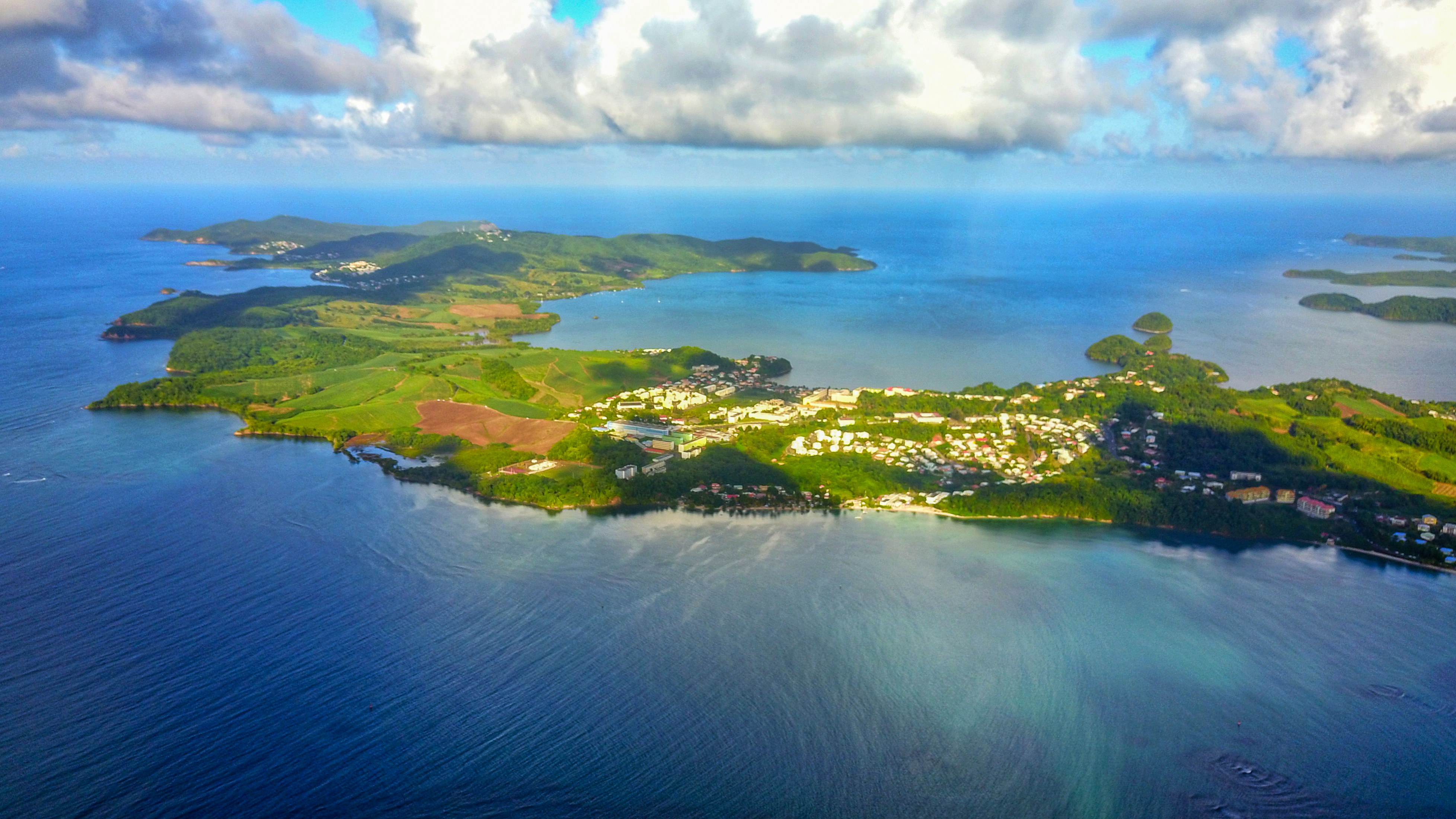
Vue de la baie du Galion enserrée par la presqu'île de la Caravelle (à gauche).

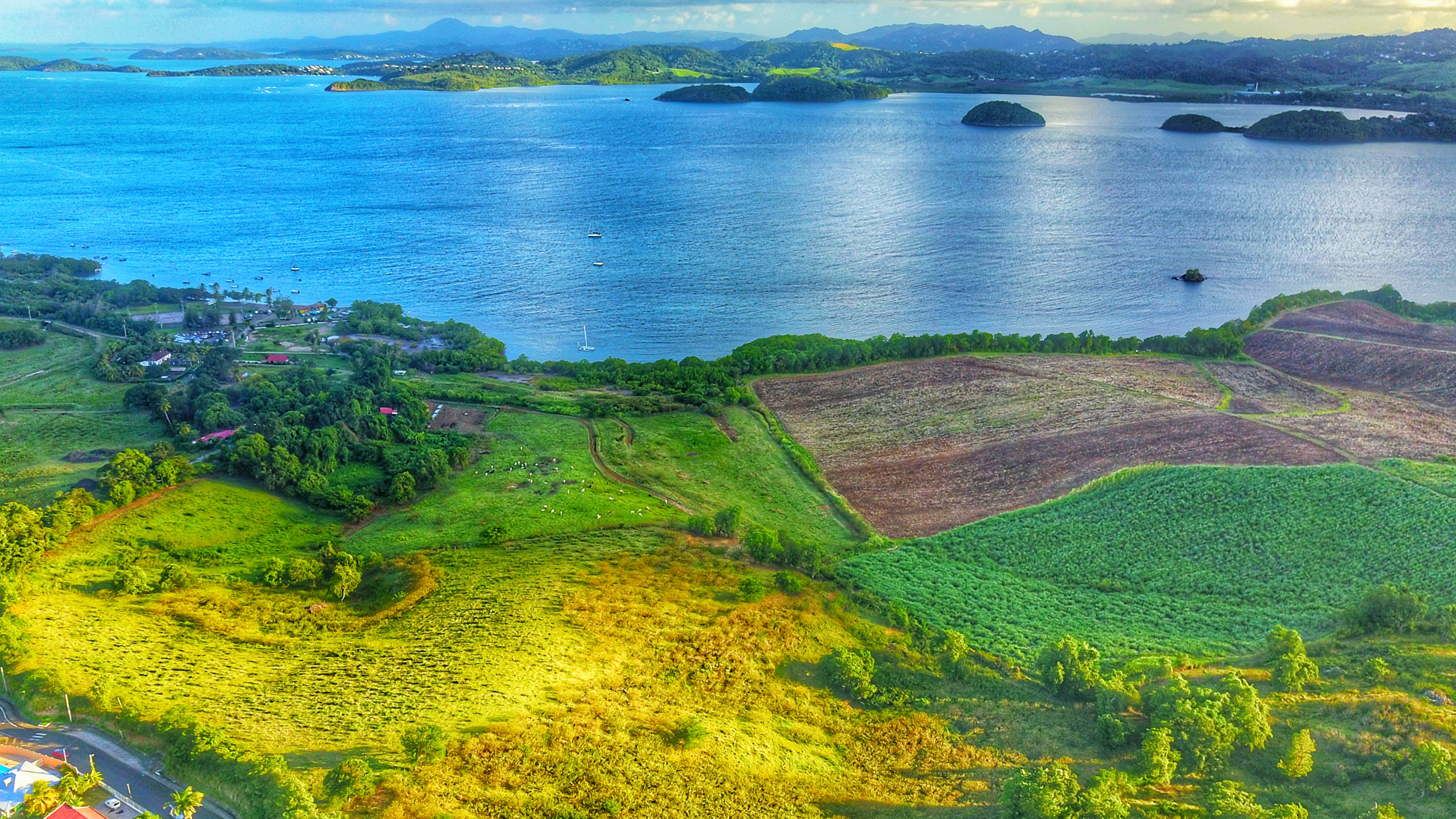
Vue de la baie du Galion depuis la presqu'île de la Caravelle.